# Історія Йорданії
До Історії Йорданії відносять історію Хашимітського Королівства Йорданія, період існування емірату Трансйорданія під британським протекторатом, а також загальну історію регіону Трансйорданія.
Існують свідчення людської діяльності в Трансйорданії ще в період Палеоліту. Ця територія в епоху бронзи була заселена кочовими племенами, які об'єдналися в маленькі царства вже за залізної доби. Зокрема Трансйорданію в ці часи заселяли племена едомітів та аммонітів, а деякі території регіону контролювали ізраїльтяни. У класичний період Трансйорданія опинилася під грецьким і пізніше римським впливом. Головною етнічною групою того часу були набатеї, а євреї оселилися на територію Йорданської долини, в межах Римської Юдеї. Під римським та візантійським правлінням більша частина регіону називалася візантійською Аравією. Класичні королівства, розташовані в регіоні Трансйорданії, такі як царство Набатея римської епохи, що мали свою столицю в Петрі, залишили особливо вражаючі руїни, популярні сьогодні серед туристів та режисерів. Історія Трансйорданії тісно пов'язана з мусульманськими імперіями, починаючи з 7-го століття. Часткового вона контролювалася хрестоносцями в Середньовіччі і згодом знову потрапила під ісламський контроль, зокрема під контроль Мамлюкського Султанату (Каїр) з 13 століття і Османської імперії з 16-го століття і аж до Першої світової війни.
Після Великого арабського повстання в 1916 році і подальшого Британського вторгнення, територія потрапила під окупаційну Адміністрацію в 1917 році і стала британською підмандатною територією на початку 1920-х років, територія була перетворена на емірат Трансйорданію під управлінням Хашимітського Еміра. У 1946 році було створене незалежне Хашимітське Королівство Трансйорданія, яке незабаром була прийнято в Організацію Об'єднаних Націй та Лігу арабських держав. У 1948 році Йорданія воювала з нещодавно відродженою державою Ізраїль за землі колишньої Підмандатної Палестини, і фактично отримала контроль над західним берегом Йордану, приєднавши його разом з палестинським населенням. Йорданія втратила західний берег у війні 1967 року з Ізраїлем, і з тих пір стала центральної базою Організації визволення Палестини (ОВП) у боротьбі проти Ізраїлю. Альянс між ОВП та Йорданією, чинний під час війни на виснаження, розпався після кривавого чорного вересня в Йорданії в 1970 році, коли спалахнула громадянська війна між Йорданцями і палестинцями (за сирійської підтримки), яка забрала тисячі життів. В результаті, ОВП зазнала поразки і була витіснена з Йорданії разом з десятками тисяч своїх бойовиків.

## Давня історія
Перші свідчення людської діяльності в Йорданії належать до Палеолітичного періоду. Поки немає ніяких архітектурних свідоцтв цієї епохи, археологи виявили знаряддя праці, такі як кремінні і базальтові ручки сокири, ножі і шкребки.
В Неоліт (8500-4500 до н. е.), відбулися три великі зрушення. По-перше, люди стали вести осілий спосіб життя у невеликих селах, освоїли нові види живності, такі як зернові, горох і сочевиця, а також одомашнили кіз. Місцеве населення збільшилося до приблизно десятків тисяч.
По-друге, відбулися зрушення в структурі поселень зумовлені помітною зміною клімату. Східна пустельна частина ставала все теплішою і посушливішою, і в підсумку досягла точки, де вона стала непридатною для життя протягом більшої частини року. Цей вододіл зміни клімату, як вважають, відбувся між 6500 і 5500 рр. до н. е.
По-третє, десь між 5500 і 4500 рр. до н. е., місцеві мешканці почали робити кераміку з глини, а не гіпсу. Керамічні технології, ймовірно, були представлені в цьому районі завдяки майстрам з Месопотамії.
Найбільше неолітичне поселення в Йорданії знаходиться в Ейн-Газалі в Аммані. Багато будівель там було поділено на три окремі райони. Будинки були прямокутними і мали кілька кімнат, деякі з оштукатуреними підлогами. Археологи відкрили черепи, вкриті штукатуркою та бітумом, на всій території Йорданії, Ізраїлю, Палестинських територій та Сирії. Як вважається, статуя, виявлена в Ейн-Газалі, має вік 8000 років. Трохи більше одного метра заввишки, вона зображає жінку з величезними очима, худими руками, випираючими колінами і детальним обрисами пальців.
У період Енеоліту (4500-3200 до н. е..), почали виплавити мідь і використовувати її для виготовлення сокир, наконечників стріл і гачків. Переважало вирощування ячменю, фініків, маслин та сочевиці, розведення овець і кіз, а не полювання. Спосіб життя мешканців пустелі, ймовірно, був дуже схожим на той який ведуть сучасні бедуїни.
В епоху Енеоліту в долині річки Йордан з'являються значніші поселення серед яких варто відзначити Тулейтат Хасул. Стіни будинків були зроблені тут з висушених на сонці глиняних цеглин; дахи з дерева, очерету і бруду. Деякі мали кам'яні фундаменти, і багато мали великий Центральний двір. Стіни найчастіше пофарбовані з яскравими образами людей в масках, зірками і геометричними мотивами, які можуть бути пов'язані з релігійними переконаннями.
Багато сіл побудовані в період ранньої бронзової доби (3200-1950 до н. е..) мали просту інфраструктуру для поставки води, а також оборонні укріплення, ймовірно, призначені для захисту від набігів сусідніх кочових племен.
В Баб аль-Дра у Ваді-араба, археологи виявили більше 20 000 катакомб з декількома камерами, а також будинки з сирцевої цегли, що містять людські кістки, кераміку, прикраси і зброю. Сотні дольменів, розкиданих по горах датуються пізнім Енеолітом і ранньою бронзовою добою.
Хоча писемність була винайдена перед 3000 р. до н. е. у Єгипті і Месопотамії, вона не використовувалася в той час в Йорданії, Ханаані та Сирії, хоча археологічні дані свідчать про те, що місцеві жителі вели торгівлю з Єгиптом та Месопотамією.
Під час середньої бронзової доби (1950—1550 до н. е.), на Близькому Сході зростає міграція. Торгівля продовжувала розвиватися між Єгиптом, Сирією, Аравією, Ханааном і Йорданією, в результаті розповсюдження технологій та інших ознак цивілізації. Бронза — сплав міді та олова, дозволила виробляти більш міцні сокири, ножі  та інші інструменти і зброю. Великі осілі спільноти починають виникати в Північній і Центральній Йорданії, в той час як південь був заповнений кочівниками.
В той час починають зявлятися нові фортифікаційні споруди такі як Амманська Цитадель, Ірбід і Пелла. Міста були оточені фортечними стінами земляними насипами, схили були вкриті твердою штукатуркою, що робило підйом слизьким і складним. Пелла була обнесена масивними стінами і сторожовими вежами.
Археологи зазвичай датують кінець середньої бронзової доби близько 1550 р. до н. е., коли Гіксоси були вигнані з Єгипту в час правління 17-ї та 18-ї династії. Низка міст в Ханаані та Йорданії були знищені за цей час.

## Залізна Доба
Найвидатнішими королівствами Йорданії в період Залізної доби були Аммон, Моав та Едом (Ідумея). Амоніти мали свою столицю в Раббат Амман. Моавітяни оселилися губернаторстві Керак зі столицею в Кір-Моав (Керак). Ідумея розташовувалося на півдні Йорданії і на півдні Ізраїлю, а її столицею був Бозрах. Царство Аммон зберегло свою незалежність від Ассирійської імперії, на відміну від всіх інших царств в регіоні, які були завойовані.
Близько 840 р. до н. е, Меше, цар моавитян, повстав проти «дому Давида». Моав розташовувався на схід від Мертвого моря, приблизно в 70 кілометрах на південь від Аммана. Ця битва записана в Біблії в 2 Книзі Царів в розділі 3. Біблійна історія підтверджується Моавітянським каменем, який був знайдений в йорданському місті Дібан (Dhiban) в 1868 році. Ця Знахідка вказує на те, що моавітянам належать написи на синюватому базальтовому камені.

## Класичний період

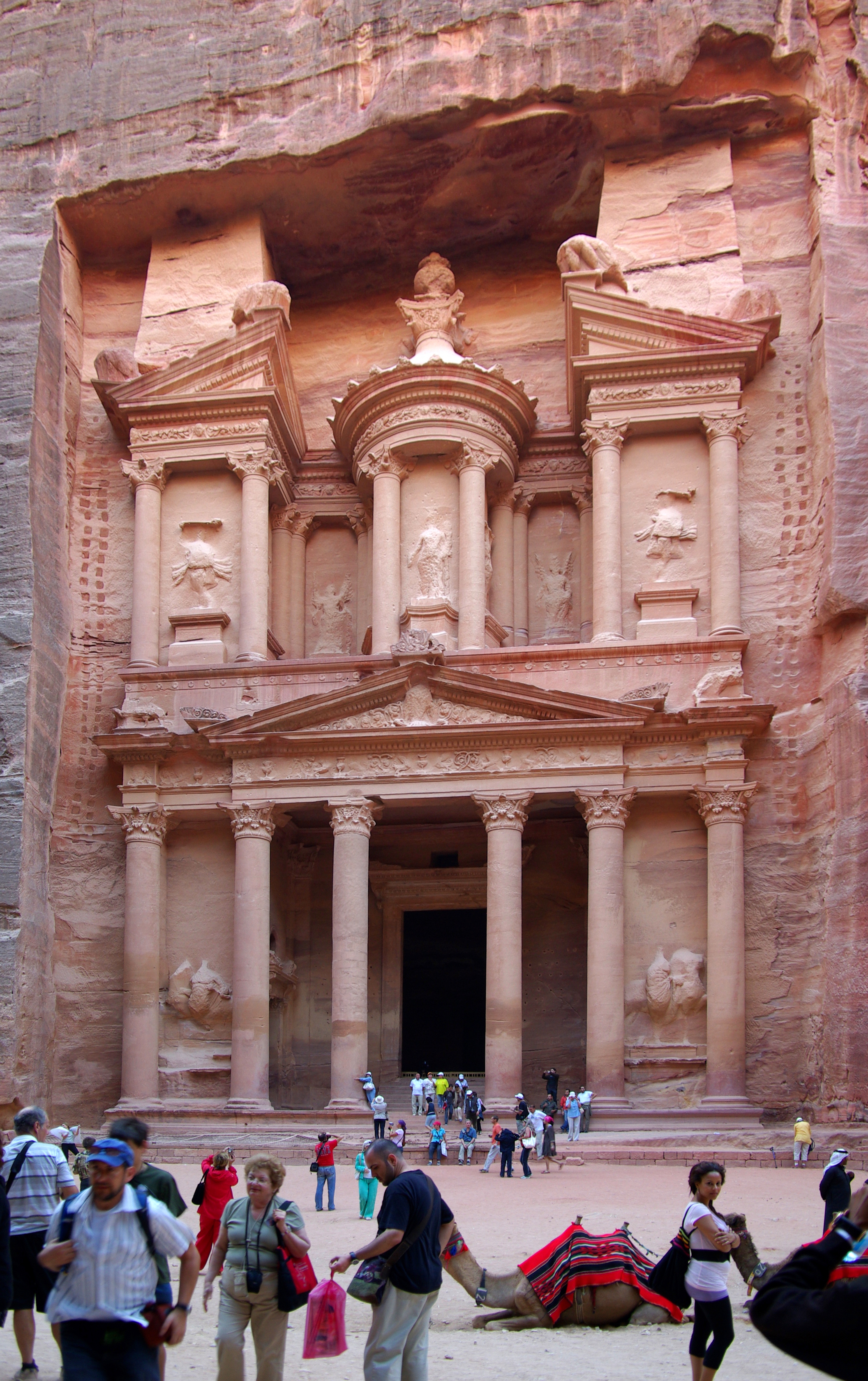
Петра, столиця Набатейського царства, де був винайдений набатейський алфавіт, нинішній алфавіт арабської мови.

В період Пізньої Античності спостерігається підйом Набатейського королівства (араб. الأنباط Аль-Анбата) зі столицею в Петрі, яка була кордоном Римської імперії і ввійшла в її склад в 106 р. н. е.. Під час греко-римського періоду, низка напівнезалежних міст-держав Йорданії, об'єдналися в декаполіси (десятимістя) в тому числі серед них були: Гераса (Джераш), Філадельфія (Амман), Рафана (Абіла), Діон (Капітоліас), Гадара (Умм Кайс) і Пелла (Ірбід).

## Середньовіччя
На початку 7-го століття, територія сучасної Йорданії ввійшла в нову арабо-Ісламську Імперію Омеядів (перша мусульманська династія), яка правила на Близькому Сході з 661 до 750 р. В той час, Амман, сьогоднішня столиця Королівства Йорданія, став головним містом у «Джунд Дамаск» (військовий район Дамаска) та став резиденцією губернатора провінції. Насправді, назва «Аль-Урдун» (Йорданія) була використана Омеядами після грошової реформи і введення мідних монет на початку 8-го століття і таким чином з'являється найраніше офіційне використання сучасної назви держави. Крім того в цей же час, були знайдені і свинцеві печатки з арабською фразою «Halahil Ardth Аль-Урдун» (Майстер Землі Йорданії). Таким чином, використання назв Аль-Урдун/Йорданія та Амман датується, принаймні, першими десятиліттями арабо-мусульманського захоплення регіону.

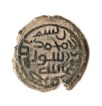
Монета Омеядів — фалс 8-го століття

За спадкоємців Омеядів, Аббасидів (750—1258), Йорданія опинилася на периферії імперії через гео-політичний зсув, який стався, коли Аббасиди перенесли свою столицю з Дамаска в Ель-Куфа, а потім в Багдад.
Після падіння Аббасидів, частини Йорданії перебували під владою різних держав та імперій, включаючи хрестоносців, а також османів, що захопили велику частину арабського світу до 1517 року.

## Османське панування
У 1516 році Османські війська вторглися в Левант та взяла його під контроль. У сільських поселеннях Йорданії спостерігається період відносного благополуччя в 16 столітті, але пізніше вони були знову занедбані. В наступних століттях османського панування регіон практично не контролювався, а управління ним зводилося  до річного збору податків. Це призвело до недовгої окупації Ваххабітськими силами (1803—1812), ультраортодоксального ісламського руху, що виник в Неджі в Саудівській Аравії. Ібрагім-Паша, син губернатора Єгиптського еялету за підтримки османського султана, скинув Ваххабітську владу в успішній кампанії між 1811 і 1818. У 1833 році Ібрагім-Паша встановив своє правління. Його репресивна політика призвела до невдалого селянського повстання у Палестині в 1834 році. Трансйорданські міста Ель-сіль і Ель-Карак були знищені силами Ібрагіма Паші за переховування палестинського лідера повстання. Влада Єгипту згодом поступилася місцем прямому Османському пануванню. Російські переслідування сунітських мусульман черкесів в Черкесії, змусили їх іммігрувати в цей регіон в 1867 році, де вони створюють у невеликій частині країни етнічні анклави. Постійний тиск і переслідування жителів регіону спричинили зменшення чисельності населення, єдиним чисельним населенням були кочівники бейдуїни. Бедуїнські поселення з невеликою чисельністю населення були у Джераші, Ірбіді, Ель-Караці, Недорозвиненість міського життя в Йорданії пояснювалась тим, що бедуїни здійснювали набіги на поселення і міські жителі змушені були платити їм, щоб залишатися в безпеці. Йорданія знаходиться на маршруті, який вибирають мусульмани для паломництва у Мекку, це допомогло населенню економічно, коли османи побудували Хіджазьку залізницю, що з'єднує Мекку і Стамбул у 1910 році. Для зменшення напруги утворено Каракський мутасаррифат. Посилення Османського гніту спровокувало племена бедуїнів до повстання. Найбільш помітними повстаннями були Шубацьке та Каракське, вони були пригнічені з великими труднощами.

## Емірат Трансйорданія
Після чотирьох століть застою і османського панування (1516—1918), османський контроль над Трансйорданією закінчився після  І Світової війни, коли Хашимітська армія у ході Великої арабської революції, взяла під контроль територію сучасної Йорданії за підтримки місцевих племен бедуїнів, черкесів та християн. Бунт проти Османської імперії був розпочатий Хашимітами і очоленими Шаріфом Хусейном з Мекки. Це сталося можливим завдяки виникненню арабського націоналізму та неприязні до османської влади. Повстання було підтримане союзниками Першої Світової війни, в тому числі Великою Британією і Францією.
З розпадом Османської імперії наприкінці Першої Світової війни, Ліга Націй і великі держави, як Велика Британія і Французька республіка, перекроїли кордони на Близькому Сході. Їх рішення, в першу чергу призвело до створення французького мандату в Сирії і Британського мандату в Палестині. До останньої зони впливу належала і територія Трансйорданії, яка була передана королю Йорданії Абдуллі ібн Хуссейну приблизно за рік до завершення документу Мандата (Мандат офіційно введений в 1923 році).
Однією з причин було те, що британський уряд в цей момент, щоб знайти роль для Абдулли, після того, як його брат Фейсал втратив контроль над Сирією і йому дали роль короля Іраку. Тому Абдулла став емірлм новоствореноЇ ТрансйорданіЇ. По-перше, Абдулла був незадоволений територію, виділеною для нього, і сподівався, що це був лише тимчасовий розподіл, який повинен був бути замінений на Сирію або Палестину. Постійна палата Міжнародного Суду та Міжнародного Арбітражного Суду, заснована Радою Ліги Націй, винесли постанову у 1925 році, яка визначила, що Палестина і Трансйорданія були новоствореними державами-наступниками Османської імперії, як це визначено міжнародним правом.
Найбільш серйозною загрозою для Еміра Абдулли були неодноразові вторгнення ваххабітів з Неджду в південній частині території. Він був неспроможний зарадити набігам самотужки, тому британці тримали тут невеличку військову базу в Марці, недалеко від Аммана. Британські військові сили були головною перешкодою проти ваххабітів між 1922—1924 роками, і були використані щоб допомогти еміру Абдуллі з придушенням місцевих повстань. У 1928 році Велика Британія офіційно надала королю Абдаллі повну автономію, хоча Британські ВПС продовжували забезпечувати безпеку Хашимітського емірату.
Емірат Трансйорданія мав населення 200 000 чоловік в 1920, 225,000 в 1922 році і 400000 в 1948 році. майже половина населення в 1922 році (близько 103,000) було кочовим.

## Королівство Трансйорданія/Йорданія

Зайордання та мандат у Палестині

### Створення
17 січня 1946 року Ернест Бевін, британський міністр закордонних справ, оголосив у своїй промові на Генеральній Асамблеї Організації Об'єднаних Націй, що британський уряд має намір вжити необхідних заходів аби надати Трансйорданії незалежність і суверенітет. Лондонський договір був підписаний британським урядом і Еміром Трансйорданії 22 березня 1946 року. Після його ратифікації парламентами обох країн було проголошено повну незалежність Трансйорданії. Незалежність Трансйорданії була визнана 18 квітня 1946 року під час останнього засідання Ліги Націй. 25 травня 1946 році Трансйорданія стала «Хашимітським Королівством Трансйорданія». 25 травня до сьогодні відзначається як День Незалежності в Йорданії, хоча юридично мандат на управління Трансйорданією закінчився 17 червня 1946 року коли згідно з лондонським договором Трансйорданія отримала незалежність. Коли король Абдалла подав заявку на вступ до новоствореної Організації Об'єднаних Націй, його запит був відхилений СРСР, пославшись на те, що народ був не «повністю незалежним» від британського контролю. Це вилилося у ще один договір в березні 1948 року з Британією, в якій всі обмеження на суверенітет були зняті. Незважаючи на це, Йорданія не стала повноправним членом Організації Об'єднаних Націй до 14 грудня 1955.

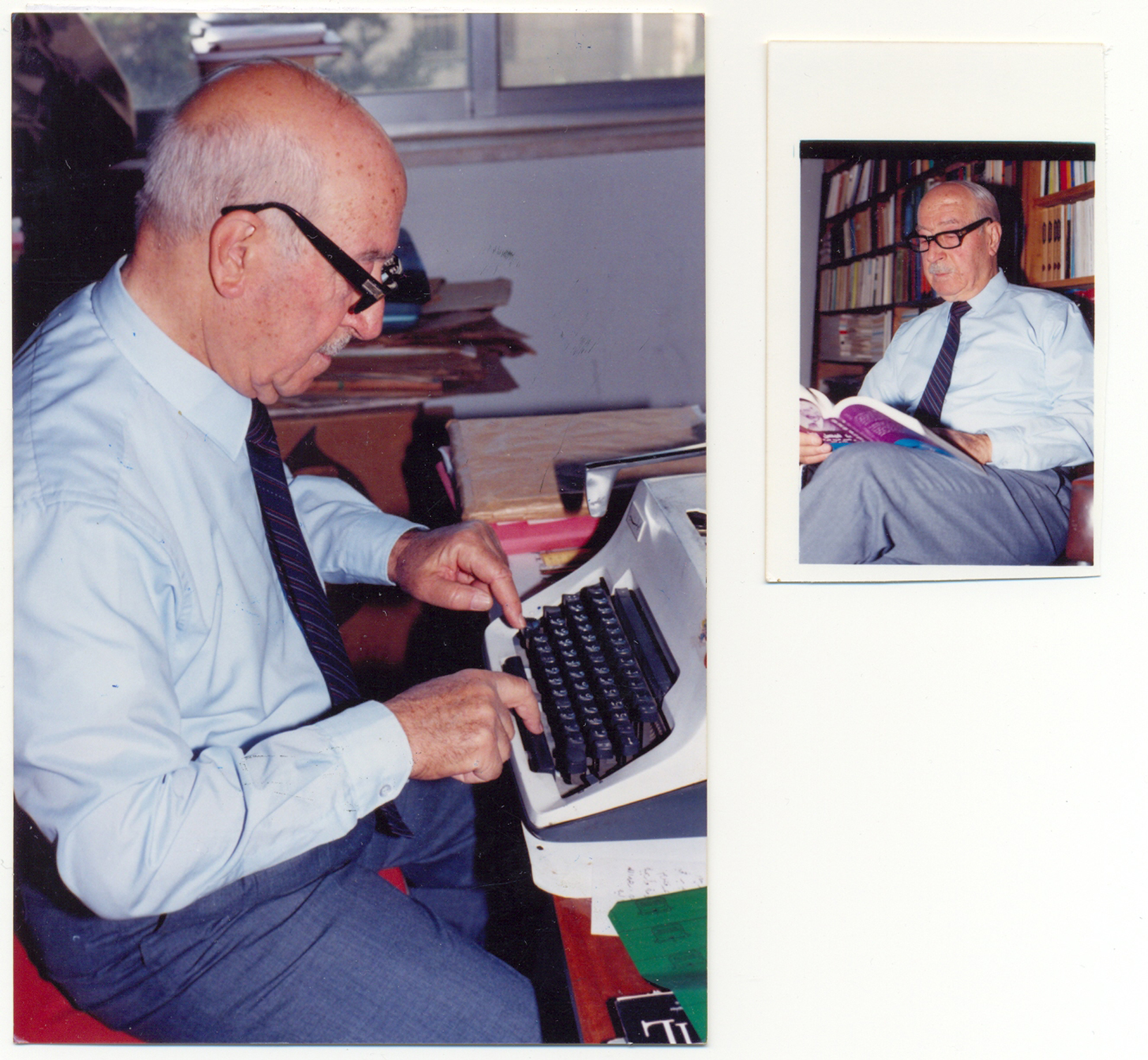
Сулейман Муса (1919—2008), учасник Арабського повстання.

### Війни 1948 року і анексія Західного берега

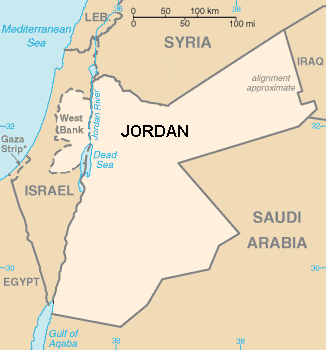
Йорданія 1948—1967

Трансйорданія була однією з арабських держав, які виступили проти другого розділу Палестини і створення держави Ізраїль у травні 1948 року. Йорданія брала участь у війні між арабськими державами і нещодавно створеною Державою Ізраїль. Тисячі палестинців втекли з зони арабо-ізраїльських бойових дій на Західному березі і в Йорданії. Угоди про перемир'я від 3 квітня 1949 року залишили Йорданію у контролі над західним берегом за умови, що демаркаційні лінії перемир'я були не створювали перешкод для майбутніх територіальних врегулювань або прикордонних ліній.
24 квітня 1950, Йорданія офіційно анексувала Західний берег (включаючи Східний Єрусалим) заявляючи про «повну єдність між двома берегами Йордану і їх об'єднання в одну державу…під правлінням короля Абдалли Ібн Аль-Хусейна». Всі мешканці Західного берегу отримали йорданське громадянство. У грудні 1948 року на Єрихонській конференції, після зустрічі провідних палестинських лідерів та короля Абдалли, було проголошено за приєднання палестинських територій до тодішньої Трансйорданії.
Йорданська анексія вважалася незаконною і нікчемною Лігою арабських держав та іншими організаціями. Вона була визнана Великою Британією, Іраком та Пакистаном. Анексія Західного берегу більш ніж подвоїла населення Йорданії. Обидва Ірбід і ез-Зарка більш ніж подвоїли своє населення.

### Правління короля Хусейна
Старший син Абдалли Талал, був проголошений королем в 1951 році, але він був визнаний психічно непридатним і був повалений в 1952 році. Його син Хусейн Ібн Талал, став царем на свій вісімнадцятий день народження, в 1953 році.
1950-ті роки були відзначені як час «експерименту Йорданії з лібералізмом». Свобода слова, свобода друку і свобода асоціацій гарантувалася новою Конституцією, як і з вже міцно утверджена свобода релігії. Йорданія стала одним з найбільш вільних і ліберальних суспільств на Близькому Сході і в великому арабському світі протягом 1950-х і початку 1960-х років.
Йорданія припинила свої спеціальні договірні відносини зі Сполученим Королівством та британські війська були виведені у 1957 році. У лютому 1958 року після оголошення про об'єднання Сирії та Єгипту в об'єднану арабську Республіку, Ірак і Йорданія оголосили про створення спільної арабської Федерації Іраку і Йорданії, також відомої як Арабський Союз. Союз був розпущений у серпні 1958 року.

Зображення, що показує приблизний обмін землями між Йорданією (зелений) і Саудівською Аравією (червоний).

У 1965 році Йорданія та Саудівська Аравія уклали двосторонню угоду, яка змінила кордон. Реорганізація вилилася в обмін на території, і Йорданії узбережжі затоки Акаба була подовжена приблизно на вісімнадцять кілометрів. Нові кордони Йорданії дозволило розширити портові споруди і створили зону, в якій дві сторони погодилися на розподіл частки нафтових доходів в рівній мірі, якщо нафта буде виявлена. Угода також охоронюваних пасовищ і водопою прав кочових племен всередині обмінялися територіями.
Йорданія підписали договір про спільну захисту в травні 1967 року з Єгиптом, і він взяв участь, разом з Сирією, Єгиптом та Іраком у ході шестиденної війни в червні 1967 року проти Ізраїлю. В ході війни Ізраїль взяв під свій контроль Східний Єрусалим і західний берег, ведучий в інший великий приплив палестинських біженців в Йорданії. Його палестинських біженців населення—700 000 в 1966—збільшилася ще на 300 000 від Західного берега.
Період після війни 1967 року почалося стрімке зростання сили і важливість палестинських бойовиків (федаїни) в Йорданії. Інші Арабські уряди намагалися виробити мирне рішення, але у вересні 1970, відомої як «чорний вересень» в Йорданії, продовжуючи федаїни дії в Йорданії, включаючи знищення трьох міжнародних авіалайнерів захоплений і провів у пустелі на схід від Аммана — Йорданські спонукали уряд вжити заходів. У наступні запеклі бої, сирійські танкові сили зайняли позиції в Північній Йорданії, щоб підтримати федаїни , але був змушений відступити. По 22 вересня, міністри закордонних справ арабських країн на зустрічі в Каїрі домовилися про припинення вогню початок на наступний день. Спорадичне насильство тривало, однак, до Йорданські війська здобули вирішальну перемогу над федаїнами в липні 1971 року, вигнавши їх з країни.
Спроба військового перевороту була зірвана в 1972 році. Не бойові дії велися вздовж 1967 року лінія припинення вогню у війні Судного дня в 1973 році, а Йорданія послав бригаду до Сирії, щоб боротися з ізраїльськими підрозділами на території Сирії.
У 1974 році Король Хусейн визнав ОВП як єдиного законного представника палестинського народу. Однак, у 1986 році, Хусейн розірвав політичні контакти з ОВП і її головні офіси будуть закриті. У 1988 році Йорданія відмовилася від домагань контролю Західного берегу, але зберігла адміністративну роль в очікуванні остаточного врегулювання. Хусейн також публічно підтримав палестинське повстання, або першої Інтифади проти Ізраїлю.
Йорданія була свідком деяких серйозних протестів і соціальних потрясінь у своїй історії в 1980-х роках. Протести в йорданських університетах, особливо в Ярмукському університеті і міських районів протестували проти інфляції і відсутності політичних свобод. Масовий переворот стався в Південному місті Маан. Почалися заворушення в декількох містах через зростання цін у 1989 році. У тому ж році були перші загальні вибори з 1967 року. Це було оскаржене лише незалежних кандидатів через заборону на політичні партії в 1963 році. Воєнний стан було знято, і період бурхливого політичної лібералізації розпочався. Парламент був відновлений і близько тридцяти політичних партій, в тому числі «ісламського фронту дії», були створені.
Йорданія не брала участь безпосередньо у війні в Перській затоці 1990—1991 років, але вона порвала з арабською більшістю і підтримала позиції іракських сил Саддама Хусейна. Ця позиція привела до тимчасової відміни допомоги Йорданії з боку США. У підсумку Йорданія опинилася в умовах жорстких економічних і дипломатичних санкцій. Після поразки Іраку в 1991 році, Йорданія, поряд з Сирією, Ліваном іпалестинськими представниками, погодилася на участь у прямих мирних переговорах з Ізраїлем, спонсорованих США й Росією. Зрештою, Йорданія домовилися про припинення військових дій з Ізраїлем та підписала заяву 25 липня 1994 року. Ізраїльсько-йорданський мирний договір був підписаний 26 жовтня 1994 року, завершивши 46-річний офіційний стан війни.
У 1998 році Король Хусейн лікувався від раку в США. Після шести місяців лікування він повернувся додому на гарячий прийом у січні 1999 року. Незабаром після цього, однак, йому довелося повернутися в США для подальшого лікування. Король Хусейн помер у лютому 1999 року. Понад 50 глав держав був присутнім на його похоронах. Його старший син наслідний принц Абдалла зійшов на трон.

### Правління короля Абдалли II

#### Економіка
Лібералізація економічної політики за короля Абдалли II допомогла створити одну з найбільш вільних економік на Близькому Сході.
У березні 2001 року, Король Абдалла і президентів Башара Аль-Асада з Сирії та Єгипту Хосні Мубарак відкрив лінії електропередачі, що зв'язують мереж трьох країн. У вересні 2002 року, Йорданія та Ізраїль узгодили план по трубі вода з Червоного моря через зменшення Мертвого моря. Проект, вартістю 800 мільйонів доларів, є двох країн найбільших спільних підприємств на сьогоднішній день. Король Абдалла і президент Сирії Башар Аль-Асад почали проекту з будівництва греблі на річці Ярмук в лютому 2004 року.

#### Зовнішні зв'язки
Йорданія прагне жити в мирі з усіма своїми сусідами. У вересні 2000 року військовий суд засудив шість осіб до смертної кари за підготовку терактів проти ізраїльських та американських цілей. Після початку Ізраїльсько-палестинських бойових дій у вересні 2000 року, Амман відкликав свого посла в Ізраїлі протягом чотирьох років. У 2003 році Йорданський Центральний банк відкликав раніше прийняте рішення про блокування рахунків, що належать лідерам ХАМАС. Коли високопоставленого американського дипломата Лоуренса Фоулі був застрелений біля свого будинку в Аммані у жовтні 2002 року, в першому вбивства західних дипломатів в Йорданії, десятки політичних активістів було заарештовано. Вісім бойовиків пізніше були визнані винними і страчені в 2004 році. Король Абдалла, однак, критикував США і Ізраїль через конфлікт у Лівані в 2006 році.

#### Політика
Йорданія поступове інституціоналізує політичні і громадянські свободи триває, але повільні темпи реформ призвели до зростання невдоволення. Після смерті підлітків, які перебувають під вартою, заворушення спалахнули в Південному місті Маан у січні 2002 року, в гіршому громадських заворушень більше трьох років.
Перші парламентські вибори під час правління короля Абдалли II були проведені в червні 2003 року. Незалежні кандидати, лояльні до монарха, завоювали дві третини місць. Новий кабінет був призначений у жовтні 2003 року після відставки прем'єр-міністра Алі Абу Аль-Рагебе. Фейсал Аль-Файєз був призначений прем'єр-міністром. Король також призначив трьох жінок-міністрів. Тим не менш, у квітні 2005 року, на тлі повідомлень про невдоволення повільними темпами реформ, уряд пішов у відставку, новий Кабінет міністрів був який очолив прем'єр-міністр Аднан Бадран, був приведений до присяги.
Перші місцеві вибори з 1999 року були проведені в липні 2007 року. Головна опозиційна партія-Ісламістська дій фронту, зняла після того, як звинуватила уряд в підтасовуванні результатів голосування. На парламентських виборах в листопаді 2007 року зміцнили становище племінних вождів та інших провладних кандидатів. Надер Дахабі був призначений прем'єр-міністром.
У листопаді 2009 року, Король знову розпустив парламент на півдорозі через свій чотирирічний термін. В наступному місяці він призначив нового прем'єр-міністра, щоб проштовхнути економічні реформи. Новий виборчий закон був введений в травні 2010 року. Парламентські вибори в листопаді 2010 року були бойкотовані опозицією «ісламського фронту дії». Заворушення спалахнули після того, як було оголошено, що провладні кандидати здобули переконливу перемогу.

#### Арабська Весна
14 січня в Йорданії почалися протести які охопили столицю Амман, міста Ель-Карак та Ірбід. В наступному місяці Король Абдулла призначив новим прем'єр-міністром, колишнього генерала армії Маруф Бахит, і пред'явили йому звинувачення у придушенні протестів під час проведення політичних реформ. Вуличні протести тривали до літа, хай і в менших масштабах, спонукаючи короля, щоб замінити Бахит на Аун Аль-Хасауну, суддю в Міжнародному суді (жовтень 2011). Тим не менш, прем'єр-міністр Аун Аль-Хасауна різко пішов у відставку після шести місяців, що він не зміг задовольнити жодну з потреб реформування або створення розвіяти побоювання посилення ісламської опозиції. Король Абдалла призначив екс-прем'єр-міністр Файєз Аль-Таравнех його наступником.
В жовтні 2012 року, Король Абдалла закликав до дострокових парламентських виборів, що мали відбутися в 2013 році. Ісламського фронту дії, продовжував свої заклики до більш широкого політичного представництва і демократичного парламенту. Король призначив Абдуллу Нсуром, колишнього міністра і активного прихильника демократичних реформ прем'єр-міністром.
Масові демонстрації пройшли в Аммані (Листопад 2012 року) проти скасування субсидій на паливо. Публічні заклики до кінця монархії були почуті. Відбулося зіткнення між протестуючими і прихильниками короля. Уряд скасував палива зростання цін після протесту. «Аль-Джазіра» заявила, що акції протесту, як очікується, продовжаться протягом декількох тижнів через підвищення цін на продовольство.

#### Арабська Зима
Зі стрімким розширенням ісламської держави в Іраку і Леванті в Північному і східному Іраку влітку 2014 року, Йорданії погрожували радикальні Джихадистські організації, тому країна змушена була підвищувати готовність військ на іракському і сирійському кордоні.